# Adolf Rebhuhn
Adolf Rebhuhn (* 8. Februar 1854 in Klein-Baudiß, Niederschlesien; † 4. Dezember 1924 in Berlin) war ein deutscher Volksschullehrer und von 1879 bis 1924 Verwalter sowie Leiter der Bibliothek des Deutschen Schulmuseums, der späteren Deutschen Lehrerbücherei (ab 1908) und heutigen Bibliothek für Bildungsgeschichtliche Forschung in Berlin.
„Um ihre Entwicklung und Ausweitung hat sich vor allem der Lehrer Adolf Rebhuhn verdient gemacht“.
In seiner Forschungstätigkeit beschäftigte er sich schwerpunktmäßig mit Adolf Diesterweg, indem er eine „Zusammenstellung seiner weithin verstreuten Korrespondenz“ organisierte.
Die Akademie der Pädagogischen Wissenschaften der DDR würdigte ihn anlässlich des 100-jährigen Jubiläums der Bibliothek als „eine bedeutende Persönlichkeit in der Geschichte des deutschen Bibliothekswesens“.

## Werke
- Gedenkblatt zum hundertsten Geburtstage Adolf Diesterweg. Behrend, 1890 (mit Edwin Wilke).
- Diesterwegs Beziehungen zu dem Vereinsleben unter den deutschen Lehrern. In: Festschrift zum 8. Deutschen Lehrertage in Berlin. 1890.[8]
- Briefe Adolf Diesterwegs. Leipzig, Quelle & Meyer 1907 (als Herausgeber).[9]
- Das Berliner Lehrervereinshaus. Berliner Lehrerverein, 1912 (mit Hermann Born).[10]
- Pädagogisches Druckgut vergangener Jahrhunderte. Ein erziehungsgeschichtl. Quellennachweis aus d. Beständen d. dt. Lehrer-Bücherei anlässl. ihres 50 jährigen Bestehens. A. W. Hayn in Potsdam, 1925.

## Ehrungen
Die Rose, „Direktor Rebhun Kordes“, wurde 1929 nach ihm benannt. Die Pflanze ist eine Teehybride mit den Farben Orange, Rot, Gelb und einem starken Duft.